# Campionato ungherese femminile di pallanuoto
Il campionato ungherese femminile di pallanuoto è l'insieme dei tornei pallanuotistici femminili nazionali per squadre di club istituiti dalla Magyar Vízilabda Szövetség (MVS), la Federazione pallanuoto ungherese.
Il campionato viene disputato annualmente dal 1985 e la squadra più titolata è il Szentesi Vízilabda Klub, campione d'Ungheria per 11 volte.

## Struttura dei campionati

### OB I
L'Országos Bajnokság I (OB I) è il massimo livello del campionato ungherese, in cui si assegna il titolo di campione nazionale. Le squadre partecipanti affrontano un girone all'italiana con gare di andata e ritorno, in seguito le prime quattro accedono ai play-off e le altre alle gare di classificazione. Nella stagione 2011/2012 non sono previste retrocessioni. Come l'OB I maschile, anche quello femminile è sponsorizzato dalla Vodafone.
Organico 2011-2012:
- Vasutas
- Dunaújváros
- Eger
- Honvéd
- Szeged
- Szentes
- Újpest

### OB I/B
L'Országos Bajnokság I/B (OB I/B) è il secondo livello del campionato, viene disputato in due giorni organizzati su base geografica, al termine dei quali si disputano i play-off per la vittoria del torneo. Non sono previste retrocessioni e qualunque squadra può fare richiesta di disputare il campionato di OB I nella stagione successiva.
Organico 2011-2012:
Gruppo A: Angyalföld, Honvéd junior, Kecskemét, Slávia Bratislava (), Vác.
Gruppo B: Bánk, Debrecen, Honvéd B, Szentháromság.

## Albo d'oro
- 1984:  Vasas
- 1985:  Vasas
- 1986:  Vasutas
- 1987:  Szentes
- 1988:  Vasutas
- 1989:  Vasutas
- 1990:  Szentes
- 1991:  Vasutas
- 1992:  Szentes
- 1993:  Vasutas
- 1994:  Szentes
- 1995:  Szentes
- 1996:  Szentes
- 1997:  Szentes
- 1998:  Szentes

- 1999:  Szentes
- 2000:  Szentes
- 2001:  Dunaújváros
- 2002:  Dunaújváros
- 2003:  Dunaújváros
- 2004:  Dunaújváros
- 2005:  Dunaújváros
- 2006:  Honvéd
- 2007:  Honvéd
- 2008:  Honvéd
- 2009:  Dunaújváros
- 2010:  Dunaújváros
- 2011:  Dunaújváros
- 2012:  Eger
- 2013:  Eger

- 2014:  Szentes
- 2015:  UVSE
- 2016:  UVSE
- 2017:  UVSE
- 2018:  UVSE
- 2019:  UVSE
- 2020: non assegnato a causa della pandemia di COVID-19
- 2021:  UVSE
- 2022:  UVSE
- 2023:  Eger
- 2024:  UVSE
- 2025:  Ferencváros

### Vittorie
| Pos. | Squadra     | Vittorie |
| ---- | ----------- | -------- |
| 1    | Szentes     | 11       |
| 2    | Dunaújváros | 8        |
| 2    | UVSE        | 8        |
| 4    | Vasutas     | 5        |
| 5    | Honvéd      | 3        |
| 5    | Eger        | 3        |
| 7    | Vasas       | 2        |
| 8    | Ferencváros | 1        |